# Baustert-Waldburg
Baustert-Waldburg war ein mittelalterliches Anwesen in Neuhaus (Utscheid) im Eifelkreis Bitburg-Prüm in Rheinland-Pfalz.

## Geographische Lage
Baustert-Waldburg befand sich im heutigen Neuhaus, einem Ortsteil der Ortsgemeinde Utscheid. Der genaue Standort lag unweit der heutigen Kreuzung der B 50 mit der K 66 in einem damals noch bestehenden Waldgebiet.

## Rekonstruktion
Bei dem Anwesen handelte es sich um ein burgähnliches Gebäude, welches im Mittelalter errichtet wurde. Der genaue Standort konnte mithilfe einer Flurkarte aus dem Jahre 1766 festgelegt werden. Bewohnt wurde das Anwesen zunächst von einem Mitglied des niederen Adels. Hierbei konnte eine Verwandtschaft zum Schloss Kewenig nachgewiesen werden. In diesen Dokumenten konnte zudem die Bezeichnung „Waldburg im Utscheider-Wald“ ausgemacht werden, welche sich ebenfalls auf das Anwesen Baustert-Waldburg bezieht.

## Besiedelung
Die Besiedelung der Waldburg konnte mithilfe von Familienbüchern im Zeitraum von 1758 bis 1797 namentlich nachverfolgt werden. Die letzten Bewohner siedelten in die Glashütte bei Rußdorf (Utscheid) um.